# Horovo ime
Horovo ime je najstarejši znani  heraldični greben in eno od petih velikih imen staroegipčanskih vladarjev. Sodobni egiptologi in jezikoslovci so začeli dajati prednost bolj nevtralnemu izrazu »serek ime«, ker niso vsi kralji in kraljice nad svoj serek ali vanj postavili sokola kot simbola boga Hora.

## Videz
Horovo ime je sestavljeno iz dveh osnovnih elementov: sedeče ali hodeče podobe božanstva, ki drži pravokotno okrasno vinjeto, ki predstavlja dvorišče in pročelje kraljeve palače. Pravokotna vinjeta se po egipčanski besedi za pročelje  imenuje serek. Fasadno okrasje v sereku ima številne različice, ki so zelo odvisne od palače, ki jo predstavljajo.  Zgleda, da za oblikovanje sereka  niso veljala stroga umetniška pravila. V praznem prostoru znotraj sereka, ki je predstavljal dvorišče,  je bilo napisano kraljevo/faraonovo ime.

## Simbolika
Simboličen pomen Horovega imena je še vedno sporen. Očitno je vsaj to, da je bilo ime kralja naslovljeno naravnost na božanstvo na vrhu sereka. V večini primerov je to bil sokol boga Hora. Naslavljanje je temeljilo na egipčanskem izročilu in prepričanju, da je živi kralj zastopnik in predstavnik Hora na zemlji.
Dober primer je ime kralja Raneba/Nebra  iz Druge dinastije, katerega ime je zapisano z znakoma sonca (Râ) in košare (néb) in se bere  »Gospodar Horovega sonca«.  Hor kot kraljev zaščitnik je bil neposredno vključen v njegovo ime.
Znanstveniki poudarjajo simbolično in izrazno moč Horovega sokola: leti visokov v nebo, na široko širi krila in pod seboj vidi cel Egipt. Sokol kot heraldična žival je predstavljal neizmerno moč. Prevedena imena kraljev iz zgodnjih dinastij kažejo tudi presenetljivo agresivnost in jasno izražajo njihovo željo po nedotakljivosti in nepremagljivosti, za katero se morajo zahvaliti bogu Horu. V Drugi dinastiji so serek imena kraljev dobila bolj miroljubno vsebino in izražala željo faraonov za vladanje v trdnem svetu, polnem reda in harmonije. Najjasnejši primer teh teženj je Horovo ime kralja Sehemiba Per-en-ma'at, ki pomeni »on, ki je dosegel Maat«, se pravi boginjo, ki je poosebljala resnico, pravico in vesoljni red. Večina egipčanskih kraljev je za svojega zaščitnika izbrala boga Hora.
Sredi Druge dinastije sta bili vsaj dve serek imeni v nasprotju s Horovo tradicijo. Najbolj prominenten primer je kralj Set-Peribsen, ki je sokola zamenjal z živaljo boga Seta. Njegovo ime se je kasneje pisalo v množinski obliki in se je lahko nanašalo na Hora in Seta. Podobno sestavljena so bila tudi imena drugih kraljev, Kasekemvija. Slednji je odšel še dlje in nad svoj serek postavil oba bogova, Hora in Seta. Nenadne spremembe v Drugi dinastiji je mogoče razložiti z egipčanskim verovanjem, da kralj na enak način predstavlja Hora in Seta.

## Uvedba in razvoj
Horovo ime je najstarejši znani kraljevski naziv. Uveden je bil že v obdobju Nakada II  okoli leta 3400 pr. n. št. Njegov razvoj je mogoče slediti od tega obdobja do Prve egipčanske dinastije. Na začetku  so bili sereki kraljev še brez imen, kasneje pa so se kraljeva  imena pisala ob sereku  ali so bila izpuščena. V številnih primerih na sereku ni podobe Horovega sokola, v drugih, na primer v sereku kralja Kaja, pa je serek obrnjen navzdol. V srednjem in poznem obdobju Nakada III  (3200-3030 pr. n. št.) so začeli kralji svoja imena pisati znotraj serekov. Med najbolj znana primera spadata  sereka kraljev Škorpijona II. in Kaja. Pod tema kraljema so sereki dobili svojo končno obliko. V  Prvi dinastiji se je pojavil nenavaden običaj: na več glinasti pečatih iz abiških grobnic kraljev Hor-Ahe in Kaaja in kraljice Merneit so Horova imena kraljev od Narmerja do Kaaja napisana v eni sami ravni vrstici. V vseh Horovih imenih manjkajo sereki. Natančen razlog za takšen zapis ni znan, vendar kaže na zapletenost običajev naslavljanja kraljev, ki še danes ni povsem razumljivo.

## Posebni sereki
Med uvedbo in razvojem serek imen so se pojavili trije izjemni sereki, ki še posebej zanimajo egiptologe in zgodovinarje.
Prvi je serek preddinastičnega kralja, znanega kot Dju ali Dvojni sokol. Na njegovem sereku je sredina gornjega dela sereka upognjena  globoko navzdol, notranjost pa je napolnjena s številnimi drobnimi pikami. Gornji del zato zgleda kot gora z dvema vrhovoma, ki je sicer znak za puščavo ali tujo deželo. Na vrhovih gore sta upodobljena sokola,  ki gledata drug proti drugemu. Egiptologi in zgodovinarji so prepričani, da ima nenavadno kraljevo ime nek globlji pomen in morda pomeni Spodnji Egipt in Sinaj, ker so ime Dvojnega sokola odkrili samo na teh dveh mestih.
Drugi nenavadni serek je serek kralja Hor-Ahe. Na njem segajo sokolovi kremplji v notranjost sereka. V krempljih drži kij in ščit, ki tvorita besedo Hor-Aha - Horov bojevnik. Serek je nenavaden zato, ker so bili Horov sokol in hieroglifi znotraj sereka ločeni in neodvisni drug od drugega.  Motiv in globlji pomen Ahovega sereka nista znana.
Tretji primer nenavadnih serekov so sereki več kraljic, vključno z Merneit. Dolgo časa je veljalo, da so sereki rezervirani izključno za kralje. Merneit so zato dolgo časa imeli za moškega, dokler niso odkrile pečata z ženskim nazivom  mwt news -  kraljeva mati. Kraljičin spol je potrdila njena nagrobna stela. Merneit  je bila torej prva egipčanska kraljica, kateri je bilo dovoljeno uporabljati serek. Nad njim ni bil upodobljen sokol, ampak prapor boginje Neit. Nekaj podobnega se je dogajalo s kraljico Hačepsut iz Osemnajste dinastije, saj  so tudi njo imeli za moškega. Serek je uporabljala tudi kraljica Sobekneferu iz Dvanajste dinastije in bila prva, ki je uporabljala celoten kraljevi titular. Faraonka bi lahko bila tudi Kentkaus I. iz Četrte dinastije. Našteti primeri kažejo, da so bile v rabi sereka mogoče tudi izjeme, povezane s spolom, in da stari Egipčani niso imeli večjih zadržkov, če so jim vladale ženske.